# Duke Snider
Edwin Donald Snider, dit Duke Snider, né le 19 septembre 1926 à Los Angeles (Californie) et mort à Escondido (Californie) le 27 février 2011, est un joueur de baseball américain. Surnommé The Duke of Flatbush, Il porta notamment les couleurs des Dodgers de 1947 à 1962.

## Biographie
Huit fois sélectionné en All-Star (1950 à 1956 et en 1963), il gagne deux fois les World Series avec les Dodgers en 1955 (à Brooklyn) et 1959 (à Los Angeles).
Duke Snider est élu au Temple de la renommée du baseball en 1980. Le numéro 4 qu'il portait est retiré de l'alignement des Dodgers en 1980. Duke Snider meurt le 27 février 2011 à 84 ans. Il était le dernier survivant de l'équipe des Dodgers championne en 1955.